# Ambassade du Salvador en France
L'ambassade du Salvador en France est la représentation diplomatique de la république du Salvador auprès de la République française. Elle est située 12 rue Galilée dans le 16e arrondissement de Paris, la capitale du pays. Son ambassadeur est, depuis 2021, Lorena Sol de Pool.

## Historique
En 1907, la légation du Salvador se trouvait 3 rue du Boccador et le consulat général 26 rue de La Trémoille (8e arrondissement). En 1924, la légation était située 66 avenue Mozart et le consulat général 18 avenue Kléber (16e arrondissement).

## Liste des ambassadeurs
| Date de nomination | Date de remise des lettres de créance | Date de remise des lettres de créance | Diplomate                          |
| ------------------ | ------------------------------------- | ------------------------------------- | ---------------------------------- |
| ?                  | 20 avril 1994                         | [ JORF 1 ]                            | Carmen-Maria Gallardo de Hernandez |
| ?                  | 27 mars 1995                          | [ JORF 2 ]                            | José Ramiro Zepeda Roldan          |
| ?                  | 12 septembre 2000                     | [ JORF 3 ]                            | Pedro Luis Apostolo                |
| ?                  | 15 mars 2005                          | [ JORF 4 ]                            | Joaquim Rodezno Munguia            |
| ?                  | 3 décembre 2010                       | [ JORF 5 ]                            | Francisco Galindo-Velez            |
| ?                  | 9 novembre 2016                       | [ JORF 6 ]                            | Carmen-Maria Gallardo de Hernandez |
| ?                  | 12 avril 2021                         | [ JORF 7 ]                            | Maria Lorena Sol de Pool           |